# Unearthed
Az Johnny Cash: Unearthed egy 2003-ban kiadott, 5 lemezből álló gyűjtemény.  A lemezek producere Rick Rubin.
Az első három lemez olyan dalokat tartalmaz amelyek a négy Amercian albumra nem fértek rá. A negyedik lemez a gospel dalokat tartalmazó My Mother's Hymn Book. A dalok nagy részét Cash, édesanyjától tanulta a gyapot földeken. Az utolsó lemez egy válogatás az American Recordings legjobb dalaiból.

## Első lemez –Who's Gonna Cry
A CD hossza: 51:13

### Dalok
1. Long Black Veil (Danny Dill/Marijohn Wilkin) – 3:15
2. Flesh and Blood (Cash) – 2:29
3. Just the Other Side of Nowhere (Kris Kristofferson) – 3:18
4. If I Give My Soul" (Billy Joe Shaver) – 3:01
5. Understand Your Man (Cash) – 2:06
6. Banks of the Ohio (Maybelle Carter) – 4:07
7. Two Timin' Woman (Cash) – 2:06
8. The Caretaker (Cash) – 1:55
9. Old Chunk of Coal (Shaver) – 1:54
10. I'm Going to Memphis (Hollie Dew/Alan Lomax) – 2:4
11. Breaking Bread (Randy L. George) – 2:48
12. Waiting for a Train (Jimmie Rodgers) – 1:46
13. Casey's Last Ride (Kris Kristofferson) – 3:21
14. No Earthly Good (Cash) – 2:43
15. The Fourth Man in the Fire (Arthur "Guitar Boogie" Smith) – 2:48
16. Dark as a Dungeon (Merle Travis) – 3:00
17. Book Review (próza) (Bobby George/Charlie Williams) – 2:07
18. Down There by the Train (Tom Waits) – 5:49

## Második lemez –Trouble in Mind
A CD hossza: 52:10

### Dalok
1. Pocahontas" (Neil Young) – 3:43
2. I'm a Drifter (Version 1) (Dolly Parton) – 3:50
3. Trouble in Mind (Richard M. Jones) – 3:32
4. Down the Line (Roy Orbison/Sam Phillips) – 2:38
5. I'm Movin' On (Hank Snow) – 2:54
6. As Long as the Grass Shall Grow (Peter La Farge) – 4:21
7. Heart of Gold (Young) – 3:01
8. The Running Kind (Haggard) – 3:11 Tom Pettyvel
9. Everybody's Trying to Be My Baby (Carl Perkins) – 2:11
10. Brown Eyed Handsome Man (Chuck Berry) – 2:21
11. T for Texas" (Jimmie Rodgers) – 3:38
12. Devil's Right Hand (Steve Earle) – 2:33
13. I'm a Drifter (Version 2) (Parton) – 3:45
14. Like a Soldier (Cash) – 2:55 Willie Nelsonnal
15. Drive On (Cash) – 2:23
16. Bird on a Wire (Leonard Cohen) – 5:13

## Harmadik lemez –Redemption Songs
A CD hossza: 47:58

### Track listing
1. A Singer of Songs (Tim O'Connell) – 2:48
2. The L & N Don't Stop Here Anymore (Jean Ritchie) – 3:13
3. Redemption Song (Bob Marley) – 3:27 Joe Strummerrel
4. Father and Son (Cat Stevens) – 2:49 Fiona Applelel
5. Chattanooga Sugar Babe (Norman Blake) – 3:16
6. He Stopped Loving Her Today (Bobby Braddock/Curly Putman) – 2:37
7. Hard Times Come Again No More (Stephen Foster) – 4:01
8. Wichita Lineman (Jimmy Webb) – 3:03
9. Cindy (Traditional) – 2:53
10. Big Iron (Marty Robbin]) – 3:52
11. Salty Dog (Rudy Toombs/Traditional) – 2:26
12. Gentle on My Mind (John Hartford) – 3:24
13. You Are My Sunshine (Jimmie Davis/Charles Mitchell) – 3:18
14. You'll Never Walk Alone (Rodgers and Hammerstein)– 2:59
15. The Man Comes Around (Cash) – 3:51

## Negyedik lemez –My Mother's Hymn Book

### Dalok
1. Where We'll Never Grow Old (James C. Moore) – 3:31
2. I Shall Not Be Moved (V.O. Fossett) – 2:41
3. I Am a Pilgrim (Merle Travis) – 2:27
4. Do Lord (Fossett) – 2:12
5. When the Roll Is Called up Yonder (James Milton Black) – 1:36
6. If We Never Meet Again This Side of Heaven (Albert E. Brumley) – 2:31
7. I'll Fly Away (Brumley) – 1:54
8. Where the Soul of Man Never Dies (William Lee Golden/Wayne Raney) – 2:15
9. Let the Lower Lights Be Burning (Philip Bliss) – 3:14
10. When He Reached Down His Hand for Me (Marion Easterling/Thomas Wright) – 2:14
11. In the Sweet By and By (Sanford Fillmore Bennett/Joseph Webster) – 2:25
12. I'm Bound for the Promised Land (Traditional) – 2:15
13. In the Garden (C. Austin Miles) – 3:18
14. Softly and Tenderly (Will L. Thompson) – 3:17
15. Just As I Am (William Batchelder Bradbury/Charlotte Elliot) – 2:38

### Munkatársak
- Karen Adams
- Craig Allen –  művészeti vezető
- Martyn Atkins – fotó
- John Carter Cash – bevezető, producer
- Rosanne Cash – bevezető
- Lindsay Chase
- Steven Kadison – asszisztens
- Rick Rubin – producer

## Ötödik lemez –The Best of Johnny Cash on American
A CD hossza: 52:14

### Dalok
- Az American Recordings albumról (1994):

1. Delia's Gone (Silbersdorf, Toops) – 2:19
2. Bird on a Wire (Cohen) – 4:04
3. Thirteen (Danzig) – 3:23 
  - Az Unchained  című albumról (1996):
4. Rowboat (Beck) – 3:45
5. The One Rose (That's Left in My Heart) (Lyon, McIntire) – 2:28
6. Rusty Cage (Cornell) – 2:50
7. Southern Accents (Petty) – 4:42
  - Az American III: Solitary Man albumról:
8. Mercy Seat (Cave, Harvey) – 4:35
9. Solitary Man" (Diamond) – 2:25
10. Wayfaring Stranger (Traditional) – 3:22
11. One (Bono, Clayton, Edge, Mullen) – 3:52
  - Az American IV: The Man Comes Around albumról:
12. I Hung My Head (Sting) – 3:52
13. The Man Comes Around (Cash) – 4:29
14. We'll Meet Again (Charles, Parker) – 2:57
15. Hurt (Reznor) – 3:38

## Munkatársak
- Johnny Cash – ének, gitár,
- Glen Campbell – ének
- Fiona Apple – ének
- Nick Cave – ének
- Joe Strummer – ének
- John Carter Cash – ének, gitár és producer
- David Ferguson – gitár és keverés
- D. Sardy – ének
- Greg Fidelman – ének
- Bill Bateman – ének
- Norman Blake – ének
- Thom Bresh – ének
- Lester Bulter – ének
- Mike Campbell – ének
- Laura Cash – ének
- Jack Clement – ének
- Sheryl Crow – ének, gitár
- Howie Epstein – ének
- Smokey Hormel – ének
- Rami Jaffee – ének
- Tom Morello – ének
- Carl Perkins – ének, gitár
- Larry Perkins – ének
- Tom Petty – ének, gitár
- Marty Stuart – ének, gitár
- Benmont Tench – ének
- Jimmy Tittle – ének

### További munkatársak
- Rick Rubin – producer
- Richard Dodd – hangmérnök
- Thom Russo – hangmérnök
- Andrew Scheps – hangmérnök
- David Schiffman – hangmérnök
- Chuck Turner – hangmérnök
- Sylvia Massy – hangmérnök, keverés
- Jim Scott – keverés
- Steven Kadison – asszisztens
- Christine Cano – művészeti vezető
- Martyn Atkins – fotó
- Andy Earl – fotó
- Sylvie Simmons – riporter

## Külső hivatkozások
- A Magyar Portál
- A Linkgyűjtemény